# أليكس أراغون
أليكس أراغون (بالإنجليزية: Alex Aragon)‏ هو لاعب غولف أمريكي، ولد في 11 مارس 1979 في مدينة مكسيكو في المكسيك.

## وصلات خارجية
- الموقع الرسمي
- أليكس أراغون على موقع رابطة لاعبي الغولف المحترفين (الإنجليزية)
- أليكس أراغون على موقع التصنيف العالمي الرسمي للغولف (الإنجليزية)